# Hiev-Klasse
Die Hiev-Klasse besteht aus zwei Schwimmkranen der Klasse 711, die für die Marinearsenalbetriebe Kiel und Wilhelmshaven gebaut worden sind.

## Ausstattung
Die selbstfahrenden Schwimmkrane haben einen dreifachen dieselelektrischen Antrieb, der jeweils aus einem MWM-Viertakt-16-Zylinder-Dieselmotor mit 442 kW, einem Drehstromgenerator mit 700 kVA, einem Gleichstrom-Fahrmotor mit 350 kW und einem Voith-Schneider-Propeller besteht. Einer der Propeller befindet sich im Bug-, die anderen beiden im Heckbereich.
Der Doppellenker-Wippausleger-Kran ist ein Produkt von MAN. Die Hubleistungen betragen 100 t bei einer Ausladung von 16,2 m und 50 t bei einer Ausladung von 28,5 m und einer maximalen Hakenhöhe von 35 m über der Wasserlinie.
Eine Kombüse, Wohnräume für zwölf Personen und Werkstätten erlauben einen Seeeinsatz von bis zu zehn Tagen.

## Einheiten
Beide Einheiten wurden ab dem 24. November 1960 für jeweils 4,3 Mio. DM unter den Baunummern 983 (Hiev) und 984 (Griep) auf der Rheinwerft in Duisburg-Walsum gebaut und nach der Fertigstellung über die Binnenwasserstraßen zu ihren Heimathäfen verlegt. Die Schiffsnamen haben Bezug zu der Aufgabe der Schwimmkrane und stammen aus dem Plattdeutschen: Hiev steht für „heben“ und Griep für „greifen“.
Hiev
Die Hiev (Schiffskennung Y 875) lief am 27. Januar 1962 vom Stapel und wurde am 2. Oktober 1962 für den Marinearsenalbetrieb Kiel in Dienst gestellt. Nach dessen Auflösung erfolgte die Außerdienststellung zum 31. Dezember 2014 und anschließend der Verkauf über die Vebeg.

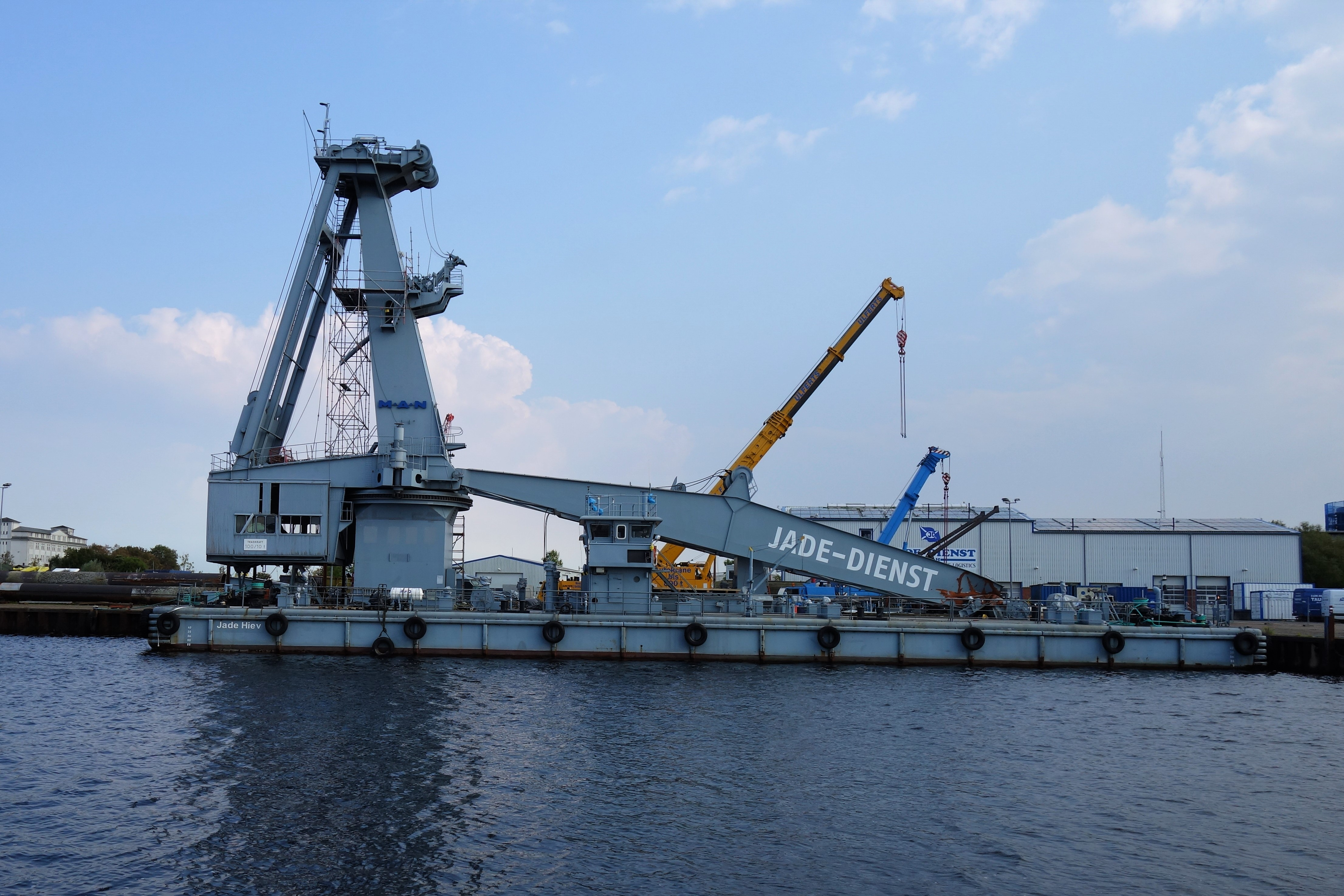
Der zum Teil demontierte Kranausleger der Jade Hiev im September 2017

Der Jade-Dienst erwarb den Schwimmkran und hat ihn als Jade Hiev (IMO-Nummer 8229810) wieder in Betrieb genommen. Aufgrund eines technischen Defekts stürzte der mehrteilige Kranausleger am 16. Februar 2017 beim Aufrichten auf das Deck und verletzte drei Mitarbeiter leicht. Während der Ponton nahezu unbeschädigt blieb, gingen die Ermittler beim Kran von einem Totalschaden aus. Der komplette Kranaufbau wurde danach demontiert und das Fahrzeug zu einem selbstfahrenden Mehrzweckponton umgebaut.
Griep
Die Griep (Y 876) lief am 5. Mai 1962 vom Stapel und ist seit der Indienststellung am 15. Mai 1963 für den Marinearsenalbetrieb Wilhelmshaven im Einsatz. 
2024 sollte der Kran bei Nobiskrug überholt werden. Wegen Problemen auf der Werft wurde das Projekt aber abgebrochen.